# モトベロ
モトベロ（motovelo）は、2011年に創業した電動アシスト自転車の専門店。「電動アシスト自転車のある新しいライフスタイルの提案」をテーマに、車両の販売だけでなくカスタマイズやメンテナンスサービスも提供している。また、チャイルドシート、ヘルメットなど、自転車向けアクセサリーの販売も行う。

## 歴史
2011年、大田区でオートバイ、電動アシスト自転車の販売を行なっていた荻山商会と、TSUTAYAを運営するカルチュア・コンビニエンス・クラブによる共同プロジェクトとして、株式会社モトベロ設立。同年12月に代官山T-SITE内にフラッグシップ・ストアとなる「代官山モトベロ」をオープン。
後に、名古屋や広島など、首都圏外にも店舗を開店した。

## 取り扱いメーカー
2015年からは台湾の達瑞創新（ダルフォンイノベーション）の電動アシスト自転車「BESV」の取り扱いを始めた。
- YAMAHA
- Panasonic
- Bridgestone
- BESV